# Andrea Arnold
Andrea Arnold (Dartford, 5 aprile 1961) è una regista, sceneggiatrice e attrice britannica.

## Biografia
Attrice televisiva nel programma per bambini No. 73 prodotto dalla ITV plc, dall'inizio degli anni ottanta, debutta alla regia nel 1998, raggiungendo il successo internazionale con il cortometraggio Wasp, col quale ottiene il premio Oscar nel 2005. Dopo aver interrotto la carriera di presentatrice televisiva, Arnold ha studiato regia al prestigioso AFI Conservatory, a Los Angeles, e si è formata in scrittura cinematografia al PAL Labs nel Kent. I suoi primi cortometraggi includono Milk (1998) e Dog (2001). Ha vinto un premio Oscar per miglior cortometraggio (Best Live Action Short Film), con Wasp, nel 2005.
Red Road (2006) è il primo contributo a Advance Party, progetto che prevede la realizzazione di tre film concettualmente collegati, diretti da registi debuttanti. Ambientata in un quartiere popolare di Glasgow, la storia a carattere vendicativo si incentra su un'operatrice delle telecamere di sicurezza che sviluppa un'ossessione per qualcuno che osserva, per ragioni che diventano chiare con il procedere dell'azione. Il film ha vinto il British Director Comparisons, scontrandosi con nomi importanti come quelli di Michael Haneke e Lars von Trier. A Cannes vinse il Premio della Giuria di quell'anno.
Arnold ha vinto nel 2007 il premio BAFTA come miglior esordiente per aver diretto Red Road. Il suo film del 2009 Fish Tank fu presentato al 62º Festival di Cannes, dove ancora una volta le valse il premio della Giuria. Il film vinse anche un premio BAFTA come Miglior Film Inglese (Outstanding British Film) nel 2010, e vede come protagonista maschile Michael Fassbender. Nel 2011 Arnold ha concluso la realizzazione di un adattamento del romanzo di Emily Brontë Cime Tempestose, prodotto dalla London's Ecosse Films. Il film è stato presentato in concorso alla sessantottesima Mostra internazionale del cinema di Venezia a settembre, dove grazie alla fotografia di Robbie Ryan ha vinto l'Osella d'oro per il miglior contributo tecnico.
In seguito ha portato avanti un progetto per l'emittente privata statunitense HBO, in collaborazione con Mandabach Productions, intitolato Dirty. La sceneggiatura è di Danny Brocklehurst, mentre Arnold ricopre il ruolo di produttore esecutivo (insieme a Caryn Mandabach) e ne dirige l'episodio pilota. È stata nominata Ufficiale dell'Ordine dell'Impero Britannico (Officer of the Order of the British Empire, OBE) nel 2011 per i servizi resi all'industria cinematografica. Nel 2012 è stata nominata membro della Giuria del Festival di Cannes 2012, presieduta da Nanni Moretti, mentre nel 2013 è stata nominata membro della Giuria del Festival di Venezia 2013, presieduta da Bernardo Bertolucci.

## Stile
In tutti i suoi film vi sono temi ricorrenti che Arnold utilizza per portare avanti la narrazione. Sin dall'infanzia, Arnold è estremamente interessata alla psicologia e alle esperienze umane. Ha dichiarato: “Sono ossessionata dal perché le persone diventano ciò che sono."

## Filmografia

### Cinema
- Milk – cortometraggio (1998)
- Dog – cortometraggio (2001)
- Wasp – cortometraggio (2003)
- Red Road (2006)
- Fish Tank (2009)
- Cime tempestose (Wuthering Heights) (2011)
- American Honey (2016)
- Cow – documentario (2021)
- Bird (2024)

### Televisione
- Coming Up – serie TV, episodio 1x08 (2003)
- Transparent – serie TV, 4 episodi (2015-2017)
- I Love Dick – serie TV, 4 episodi (2017)
- Big Little Lies - Piccole grandi bugie (Big Little Lies) – serie TV, 7 episodi (2019)

## Riconoscimenti
- Premio Oscar
  - 2005 – Oscar al miglior cortometraggio con Wasp
- British Academy of Film and Television Arts
  - 2010 – Miglior film per Fish Tank
- British Independent Film Awards
  - 2009 – Miglior regista per Fish Tank
- Festival di Cannes
  - 2006 – In concorso per la Palma d'oro con Red Road
  - 2006 – Premio della giuria per Red Road
  - 2009 – In concorso per la Palma d'oro con Fish Tank
  - 2009 – premio della giuria per Fish Tank
  - 2016 – In concorso per la Palma d'oro con American Honey
  - 2016 – premio della giuria per American Honey
  - 2024 – In concorso per la Palma d'oro con Bird
- Mostra internazionale d'arte cinematografica
  - 2011 – Osella d'Oro al miglior contributo tecnico (miglior fotografia) per Cime tempestose